# Ólom(IV)-klorid
Az ólom(IV)-klorid vagy ólom-tetraklorid +4-es oxidációs számú fématomot tartalmazó ólom-klorid, képlete PbCl4. Sárga színű, normál körülmények között olajszerű folyadék. Csak 0 °C alatt stabil, 50 °C fölött bomlik. Tetraéderes szerkezetű, központi atomja az ólom. A Pb-Cl kovalens kötés hossza 247 pm, a kötésenergia 243 kJ/mol.

## Szintézise
Előállítható úgy, hogy ólom(II)-kloridot sósavban feloldunk, majd klórgázt buborékoltatunk át rajta, ekkor kloroólomsav (H2PbCl6) keletkezik. Ezt ammónium-kloriddal reagáltatják, majd a keletkező ammóniumsót, ammónium-kloroplumbátot ([NH4]2[PbCl6]) tömény kénsavval összeöntik, így kicsapódik az ólom(IV)-klorid. Minden reakciót 0 °C-on végeznek a bomlás elkerülése végett.
{\displaystyle \mathrm {PbCl_{2}+2\ HCl+Cl_{2}\rightarrow H_{2}PbCl_{6}} }
{\displaystyle \mathrm {PbCl_{2}+2\ NH_{4}Cl\rightarrow [NH_{4}]_{2}[PbCl_{6}]+2\ HCl} }
{\displaystyle \mathrm {[NH_{4}]_{2}[PbCl_{6}]+H_{2}SO_{4}\rightarrow PbCl_{4}+(NH_{4})_{2}SO_{4}+2\ HCl} }

## Reakciója vízzel
A szén-tetrakloriddal, egy szintén 4. főcsoportbeli elem kloridjával ellentétben az ólom-tetraklorid reakcióba lép vízzel. Ez azzal magyarázható, hogy nagyobb központi atom lévén (a Pb nagyobb, mint a C) kisebb a zsúfoltság az atomok között, és így a víz könnyen hozzáfér az ólomhoz. Ráadásul mivel az ólomnak vannak üres d-elektronpályái, az oxigén még azelőtt hozzákapcsolódik, hogy a Pb–Cl kötés felbomlana, ez pedig kevesebb energiát igényel. A teljes reakcióegyenlet tehát:
{\displaystyle \mathrm {PbCl_{4}+2\ H_{2}O\rightarrow PbO_{2}+4\ HCl} }

## Stabilitása
Az ólom(IV)-klorid klórgáz keletkezése mellett könnyen bomlik ólom(II)-kloridra.
{\displaystyle \mathrm {PbCl_{4}\rightarrow PbCl_{2}+Cl_{2}} }
Ez azért van, mert a +4-es oxidációs szám stabilitása a széncsoport elemei közt a periódusos rendszerben lefelé haladva csökken. Így, míg a szén-tetraklorid igen stabilnak mondható, az ólom esetén a +2 oxidációs szám stabilabb, mint a +4, ahogy ez a nagyobb tömegszámú fémekre jellemző. A +2-es oxidációs állapotban az ólom s-alhéja telítődik, míg a külső p-alhéja teljesen kiürül. Emiatt van, hogy az ólom esetén a +4-es oxidációs szám igen ritka.

## Toxicitása
Az ólom egy kumulatív méreg. Bár az ólomvegyületek rákkeltő hatására még nincs elég bizonyíték, az ólom-tetraklorid a többi ólomvegyülethez hasonlóan meglehetősen karcinogénnek mondható az emberi szervezetre nézve. Az ólom számos módon bekerülhet a szervezetbe, legveszélyesebb a belégzése, lenyelése vagy bőrrel való érintkezése. Emellett az ólomnak teratogén hatásait is bizonyították.

## Fordítás
Ez a szócikk részben vagy egészben  a   Lead tetrachloride című angol Wikipédia-szócikk fordításán alapul.  Az eredeti cikk szerkesztőit annak laptörténete sorolja fel. Ez a jelzés csupán a megfogalmazás eredetét és a szerzői jogokat jelzi, nem szolgál a cikkben szereplő információk forrásmegjelöléseként.